# Wilber Varela
Wilber Alirio Varela Fajardo (Roldanillo, Valle del Cauca, Colombia; 6 de noviembre de 1957 - Mérida, 30 de enero de 2008), más conocido como Jabón (debido a una marca de jabones llamada Varela) fue un narcotraficante colombiano y uno de los líderes del Cartel del Norte del Valle, quien apareció incluido en la lista de los diez más buscados por la DEA.

## Biografía
Nació en Roldanillo, Valle del Cauca, el 6 de noviembre de 1957. Manifestaba ser un sargento retirado de la Policía Nacional, pero nunca se encontraron documentos oficiales que lo confirmaran. Trabajaría durante un corto periodo en un laboratorio de cocaína del entonces narcotraficante Andrés López López, alias Florecita, a comienzos de los años 1990. Luego ingresó a trabajar con los hermanos Rodríguez Orejuela en asuntos de seguridad, cobranzas y sicariato. Tras la separación de los carteles del Norte del Valle y Cali, pasó a trabajar al lado de Orlando Henao Montoya como su jefe de seguridad y sicarios. Un hecho importante fue que cuando laboraba como jefe de sicarios de Orlando Henao sufrió un atentado en la vía a Rozo, cerca de Cali el 23 de noviembre de 1997, ordenado por Hélmer Pacho Herrera Buitrago. Este suceso desencadenó en una guerra que libró Varela contra el Clan Herrera, y la primera de las víctimas fue Pacho Herrera. Eso trajo como consecuencia la muerte de Orlando Henao Montoya, alias Oscar 1, a manos de José Manuel Herrera, alias El inválido. Tras la muerte de su jefe, pasaría a liderar su propia organización y fue uno de los cabecillas del Cartel del Norte del Valle junto a Diego León Montoya Sánchez, alias Don Diego, entre otros; su mano derecha pasó a ser Luis Alfonso Ocampo Fómeque alias Tocayo, medio hermano de su socio Víctor Patiño Fómeque La Fiera, con quien protagonizó varios asesinatos además de ser su amigo personal.
Se terminó convirtiendo en el sucesor de Orlando Henao como jefe del Cartel del Norte del Valle, asesinó a cuatro hermanos del Clan Herrera (entre ellos El inválido en Guayaquil), a otros los obligó a abandonar el país y les expropió varias de sus propiedades. 
Tras la captura de Fernando Henao, hermano del asesinado Orlando Henao Montoya, por una presunta delación hecha por Miguel Solano, alias Miguelito, y una presunta deuda de éste con Lorena Henao, desencadenó paulatinamente un conflicto que culminó con la muerte de Miguelito en una discoteca de Cartagena. Cabe destacar que por su manera de actuar violenta, le declaró la guerra a muchos de sus socios, y al final sostuvo una guerra con Diego León Montoya Sánchez, alias Don Diego, por causa de que éste se opuso a la forma en como comenzó a expropiar los bienes de sus enemigos fallecidos y en represalia por la muerte de Miguelito que era su amigo, a su vez por el control del negocio del narcotráfico, Varela conformó su ejército privado al que denominó Los Rastrojos, en contraposición a Los Machos de Montoya, provocando una guerra, la cual dejó una gran cantidad de muertos, lo que causó que el Valle del Cauca y el Eje cafetero se hicieran ambientes inseguros y peligrosos para vivir. Sostuvo una relación amorosa con Lorena Henao para protegerla de Diego Montoya, el cual la delató a ella y a su hermano Arcángel Henao, ambos exiliados en Panamá.
Varela además mantuvo su negocio con redes en México con distintos cárteles de ese país (principalmente con el Cártel de Juárez y el Cartel de los Beltrán Leyva). De hecho, se especula que fue gran amigo de Amado Carrillo Fuentes, alias El Señor de los Cielos, además de sostener una estrecha amistad con el comandante paramilitar Carlos Mario Jiménez, alias Macaco, quien logró mediar entre él y Diego Montoya para cesar la guerra que ambos capos libraban. A su vez, vanamente, Varela convierte a Los Rastrojos en un grupo paramilitar en busca de ser amparado por los beneficios del Acuerdo de Santa Fe de Ralito.

## Familia
Se sabe que, de su familia, sobrevive una hermana radicada en Palmira, su padre para la fecha de su muerte aún residía en una antigua finca en Roldanillo; de su primer matrimonio tuvo 2 hijos, entre ellos el menor Wilber Felipe Varela Camacho Varelita el cual sería asesinado en 2009; Varela además sostuvo una relación con Yovanna Guzmán; una modelo y reina de belleza con la que posteriormente se obsesionaría hasta saberse que el capo había mandado dispararle dejándola herida en una de sus piernas.

## Muerte
Varela habitualmente se escondía en Venezuela desde 2004 huyendo de Diego León Montoya Sánchez Don Diego el cual le asestó varios golpes a su organización; y además de La Oficina de Envigado, entre otros narcotraficantes y a las autoridades que por presiones del gobierno de Estados Unidos y del gobierno de Colombia, ofrecían una recompensa de US$5 millones de dólares por información que diera con su paradero. Una vez terminada la guerra con Don Diego, en Venezuela, se especula que Varela tuvo conflictos con las autoridades venezolanas quienes exigían más dinero por su protección y por envíos de droga además de ser una gran amenaza para varios narcotraficantes en ese país; por último fue asesinado a manos de sus lugartenientes Javier Antonio Calle Serna alias Comba o Combatiente y Diego Pérez Henao alias Diego Rastrojo en el complejo turístico de cabañas Fresh Air, ubicado en Lomas de los Ángeles, en el estado de Mérida en Venezuela, donde el capo se había exiliado tras la persecución de las autoridades.
En un principio se corrió el rumor de que Varela organizó todos los detalles para fingir su asesinato y que seguía vivo, portando otra identidad y un nuevo rostro, basándose en que se “perdieron” sus huellas dactilares de la registraduría y sólo podía ser identificado por su apariencia física, pero posteriormente una prueba de ADN lo desmintió y confirmó que si se trataba del capo.
La noticia de su muerte fue recibida con cautela, pues apenas el año anterior el capo había intentado simularla también en Venezuela, en medio de esa simulación, un ciudadano de ese país que tenía gran parecido con el narco fue asesinado y sus huellas fueron alteradas.

## En la cultura popular
En la serie El cartel y El señor de los cielos es interpretado por el actor colombiano Robinson Díaz, quien utiliza su personaje como Milton Jiménez alias El Cabo el cual es basado en este narcotraficante, el cual nunca muere en la serie, pero si en la película.